# Вальдмюнхен
Вальдмюнхен (нім. Waldmünchen) — місто в Німеччині, розташоване в землі Баварія, на кордоні з Чехією. Підпорядковується адміністративному округу Верхній Пфальц. Входить до складу району Кам.
Площа — 101,16 км2. Населення становить 6615 ос. (станом на 31 грудня 2020).